# Àcid tetratriacontanoic
L'àcid tetratriacontanoic (anomenat també, de forma no sistemàtica, àcid gèddic) és un àcid carboxílic de cadena lineal amb trenta-quatre àtoms de carboni, la fórmula molecular de la qual és {\displaystyle {\ce {C34H68O2}}}. En bioquímica és considerat un àcid gras, i se simbolitza per C34:0.

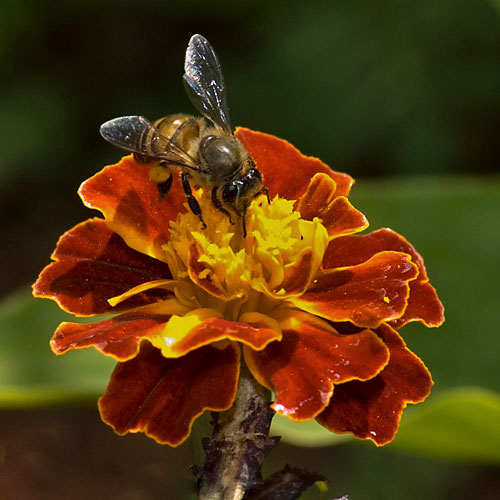
Apis cerana

L'àcid tetratriacontanoic a temperatura ambient és un sòlid que fon a 98,4 °C. És soluble en cloroform, en acetona calenta i en benzè calent. El seu nom comú, àcid gèddic o ghèddic, prové de la cera ghedda, segregada per diverses espècies d'abelles mel·líferes asiàtiques Apis dorsata i Apis cerana. També s'ha aïllat en algunes plantes com a les arrels de Macaranga denticulata.